# Heliomata fulliola
Heliomata fulliola är en fjärilsart som beskrevs av Barnes och Mcdunnough 1916. Heliomata fulliola ingår i släktet Heliomata och familjen mätare. Inga underarter finns listade i Catalogue of Life.